# Metapher

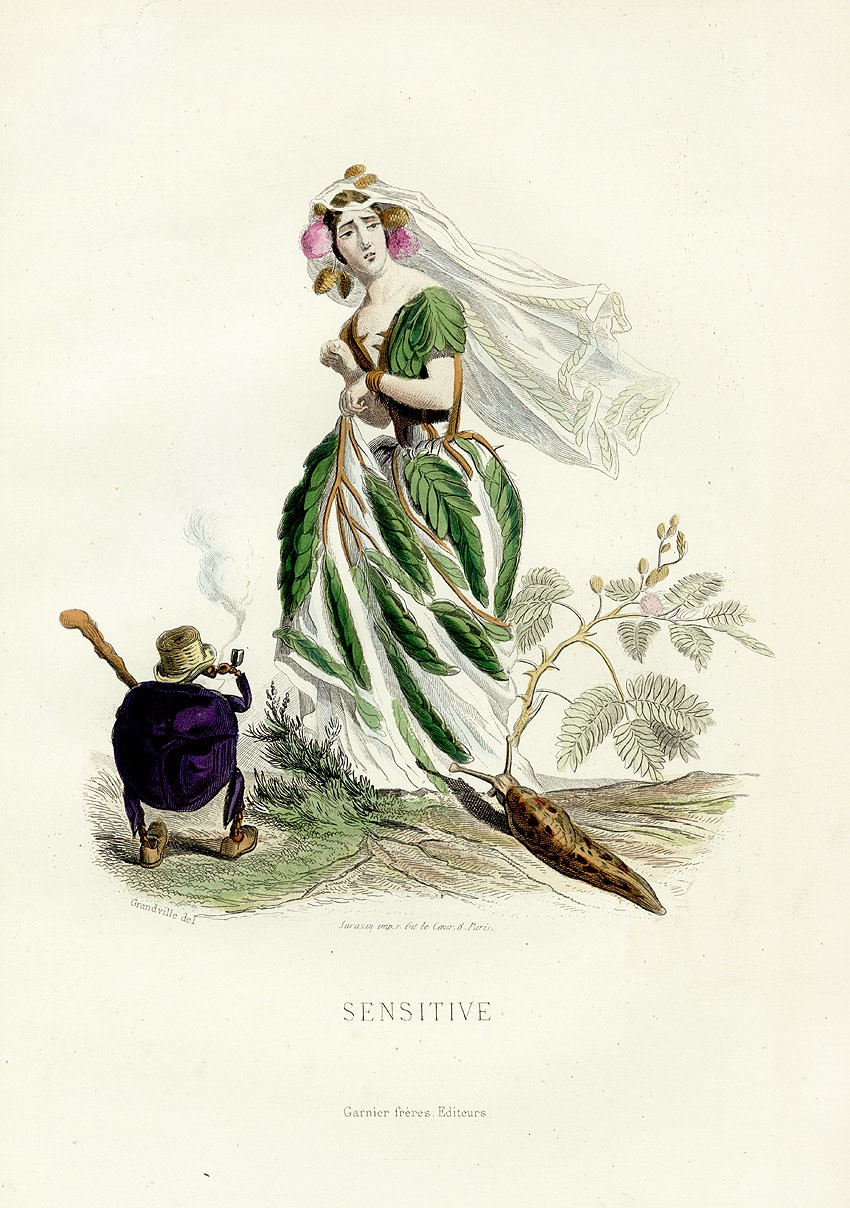
Der Begriff Mimose wird metaphorisch für einen sehr empfindlichen und übersensiblen (oder sich von einer Krankheit erholenden) Menschen verwendet. Illustration Sensitive (Mimose) aus Fleurs Animées (Beseelte Blumen) des französischen Künstlers Grandville

Eine Metapher (altgriechisch μεταφορά metaphorá „Übertragung“) ist ein „(besonders als Stilmittel gebrauchter) sprachlicher Ausdruck, bei dem ein Wort (eine Wortgruppe) aus seinem eigentlichen Bedeutungszusammenhang in einen anderen übertragen wird, ohne dass ein direkter Vergleich die Beziehung zwischen Bezeichnendem und Bezeichnetem verdeutlicht“.
Deutsche Synonyme sind Bild oder auch Übertragung; dementsprechend heißt ein gehäufter Einsatz Bild(er)sprache und eine häufig verwendete adverbiale Bestimmung lautet „im übertragenen Sinn(e)“. Im religionswissenschaftlichen Kontext findet auch der Begriff „Bilderrede“ Anwendung.

## Funktion
Der eigentliche Ausdruck wird durch etwas ersetzt, das deutlicher, anschaulicher oder sprachlich reicher sein soll, z. B. Baumkrone für ‚Spitze des Baumes‘ oder Wüstenschiff für ‚Kamel‘. Teilweise füllen Metaphern auch semantische Lücken, die nur durch aufwendigere Umschreibungen zu schließen wären (Flaschenhals).
Die Metapher nutzt das Prinzip der Similarität und formuliert eine ausgewählte und damit konstruierte Relation zwischen ähnlichen, inhaltlich aber nicht benachbarten Phänomenen, wobei sie zwischen diesen eine Bedeutungsübertragung vornimmt.
Ebenso kann sie als verkürzter (bildhafter) Vergleich eingesetzt werden. – Beispiel:
- Herkules ist ein Löwe für „Herkules ist so stark wie ein Löwe“.

Hier wird die Stärke des Raubtiers „Löwe“ auf den Heros „Herkules“ übertragen.
Durch den syntaktischen Wegfall der Vergleichspartikel (im Beispiel das Wort wie) wird die metaphorische Formulierung prägnanter oder intensiver und spricht tendenziell stärker die Imagination an, während der Vergleich eher rational fassbar ist.
Verwendet werden Metaphern sowohl in feststehenden, allgemein gebräuchlichen Bezeichnungen (z. B. Bergfuß für den unteren Teil eines Bergs), in Redensarten (z. B. aus allen Wolken fallen), als Adjektive (z. B. graue Theorie) und als Verben (z. B. die Bäume schlagen aus).
Je nach Gebräuchlichkeit bzw. Habitualisierung lassen sich Metaphern unterscheiden in neuartige metaphorische Ausdrücke, die teilweise als kühn empfunden werden, klischeehafte Metaphern (z. B. das Feuer der Liebe), deren metaphorischer Status trotz der häufigen Verwendung noch spürbar ist, sowie verblasste Metaphern, deren metaphorischer Ursprung nicht mehr präsent ist (beispielsweise wird Leitfaden kaum noch mit Ariadne assoziiert).
Neben dem engeren Metaphernbegriff kennt die Literaturwissenschaft auch einen weiteren Begriff der Metapher, der auf bildliches Sprechen überhaupt abzielt, also auch Vergleich, Gleichnis, Parabel oder Allegorie im umfassenderen Sinne mit einschließt und quantitative Kriterien unberücksichtigt lässt.
Hingegen beruht die Metonymie auf dem Prinzip der Kontiguität, sie setzt eine „reale“ Relation zwischen inhaltlich benachbarten Phänomenen in Sprache, zwischen denen man ebenfalls eine Bedeutungsübertragung vorgenommen hat. – Beispiel:
- ein Glas trinken

## Einordnung
Die Metapher gehört zu den rhetorischen Stilmitteln, genauer zu den Tropen, den Arten uneigentlicher Bezeichnung.
Das Wort selbst entstammt dem altgriechischen μεταφορά, metaphorá, wörtlich „Übertragung“, von μετα-φορέω, meta-phoréō, „übertragen, übersetzen, transportieren“, bzw. von gleichbedeutendem μετα-φέρω, meta-phérō.
Hauptmerkmal der Metapher ist die Beziehung der Ähnlichkeit (Analogie) zwischen dem wörtlich Gesagten und dem übertragen Gemeinten, im Unterschied zu anderen Tropen, die zum Beispiel einen Bezug der Nachbarschaft oder Kontiguität (Metonymie) oder eine Beziehung zwischen Besonderem und Allgemeinem (Synekdoche) oder die der Kontrarietät (Ironie) aufgreifen.
Metaphern werden vorwiegend aus den folgenden Gründen gebraucht:
- weil für die gemeinte Sache kein eigenes Wort existiert. – Beispiel:
  - Stuhlbein (siehe auch Katachrese)
- weil ein existierendes Wort oder die bezeichnete Sache als anstößig gilt oder negativ bewertet wird und deshalb durch einen unverfänglicheren Ausdruck umschrieben werden soll. – Beispiel:
  - von uns gehen für „sterben“ (siehe auch Euphemismus)
- weil ein abstrakter Begriff durch einen anschaulicheren Sachverhalt versinnbildlicht werden soll. – Beispiel:
  - Zahn der Zeit
- weil diejenige sachliche Eigenschaft, auf der die Ähnlichkeit beruht, besonders hervorgehoben werden soll. – Beispiel:
  - der Löwe von Münster für Clemens-August von Galen zur Betonung seiner kämpferischen Haltung im Widerstand gegen den Nationalsozialismus.

Obwohl Metaphern dieser Art bereits in Umgangssprache und nicht-literarischer Sprache eine wichtige Rolle spielen, ist der Einsatz gesuchter, auffälliger, einprägsamer und manchmal auch absichtsvoll rätselhafter oder dunkler Metaphern ein besonderes Merkmal literarisch kunstvoller und poetischer Sprache, durch das diese sich vom normalen Sprachgebrauch abhebt (siehe auch Literarizität).

## Metapher bei Aristoteles
Ansätze zu einer Theorie der Metapher finden sich zuerst bei Aristoteles, in dessen Poetik und Rhetorik. In der Poetik verwendet er den Ausdruck Metapher in der ursprünglichen, weiteren Bedeutung von „Übertragung“, die in der seither entwickelten rhetorischen Terminologie in etwa dem Bedeutungsspektrum von „Tropus“ entspricht:
Eine Metapher ist die Übertragung eines Wortes (das somit in uneigentlicher Bedeutung verwendet wird), und zwar „entweder von der Gattung auf die Art, oder von der Art auf die Gattung, oder von einer Art auf eine andere oder nach den Regeln der Analogie.“ (Poetik 21, 1457b7 ff. Übersetzung von M. Fuhrmann)
Diese vier Hauptarten, von denen die ersten beiden auf einer Beziehung zwischen Besonderem und Allgemeinem beruhen und insofern auch als Unterarten der Synekdoche eingestuft werden können, werden von ihm noch näherhin durch Beispiele illustriert:
- Von der Gattung auf die Art: „Mein Schiff steht still“ für „Mein Schiff liegt vor Anker“ – das Allgemeine (Stillstehen) wird anstelle des Besonderen (vor Anker liegen) bezeichnet.
- Von der Art auf die Gattung: „zehntausend gute Dinge“ für „viele gute Dinge“ – der umgekehrte Fall, bei dem das Besondere für das Allgemeine steht.
- Von einer Art auf die andere: „Mit dem Erz die Seele abschöpfend“ statt „abschneidend“ – Abschöpfen und Abschneiden sind Arten des Wegnehmens, es handelt sich also um eine Ähnlichkeitsbeziehung und damit um eine Metapher im engeren Sinn.
- Nach den Regeln der Analogie: „Abend des Lebens“ für „Alter“ – zwischen Tag (a) und Abend (b) besteht die gleiche Beziehung wie zwischen Menschenleben (c) und Alter (d), also a:b = c:d, so dass das zweite Glied (b) der Analogie für das vierte (d) genommen und ebenso umgekehrt „Alter des Tages“ gebildet werden kann. Es handelt sich auch hier um eine Beziehung der Ähnlichkeit, also um eine Metapher im engeren Sinn.

Auch in der Rhetorik geht Aristoteles von der weiteren Bedeutung des Terminus Metapher aus und spricht von ihren vier Hauptarten, unter denen er die Analogie als die wichtigste hervorhebt (III, x, 7, 1411a). Er betont ihre besondere Eignung, das Gesagte „vor Augen zu führen“ und durch Verwendung von Beseeltem für Unbeseeltes die Dinge in „Wirksamkeit“ (energeia) zu vergegenwärtigen (III, xi, 1411b f.). Der Metapher eignet ein Moment der Täuschung und der Überraschung, der Abweichung von der Erwartung, zugleich ist sie aber auch Mittel des Witzes, der Erkenntnis und des Lernens, vergleichbar der Philosophie, die ebenfalls das Ähnliche in weit auseinander liegenden Dingen erkennt (III, xi, 5ff., 1412a ff.). Aristoteles dehnt den Begriff der Metapher in der Rhetorik noch weiter aus, indem er auch den Vergleich darunter subsumiert (III, 4, 1406b f., Übersetzung von F. G. Sieveke):

„Es ist aber auch das Gleichnis eine Metapher; denn der Unterschied zwischen beiden ist nur gering. Wenn man nämlich (hinsichtlich des Achilleus) sagt: ‚Wie ein Löwe stürzte er auf ihn‘, so ist es ein Gleichnis; sagt man aber: ‚Ein Löwe stürzte auf ihn‘, dann ist es eine Metapher, weil beide nämlich tapfer sind, nannte man Achilleus in übertragenem Sinne einen Löwen.“

Die Einstufung des Vergleichs als Metapher (im weiteren Sinn) wurde in moderner Zeit nicht fortgesetzt, aber es ist üblich geblieben, die Metapher zu beschreiben als einen impliziten Vergleich, ohne Vergleichsausdruck („wie“, „als“).

## Linguistische Metapherntheorie
In der historischen Linguistik wird die Metapher als Bedeutungswandel, der auf Ähnlichkeit beruht, gesehen. – Beispiel:
- Pferd (ursprünglich nur ein Tier) für ein Sportgerät.

In der kognitiven Linguistik gelten Metaphern als eine der wesentlichen Strukturierungen des Denkens. Sie werden als „konzeptuelle Metaphern“ beschrieben, die einen Quellbereich mit einem Zielbereich verbinden, zum Beispiel „Das Leben“ (Zielbereich) „ist eine Reise“ (Quellbereich). Einem solchen Konzept lassen sich dann in der Regel bereits mehrere gängige metaphorische Ausdrücke zuordnen („Am Beginn des Lebens“, „Lebensweg“, „Stolpersteine“ etc.). Metaphorische Kreativität ist demnach vor allem innerhalb der bestehenden Konzepte möglich. Einen vergleichbaren Ansatz verfolgt Harald Weinrich in der Untersuchung von „Bildfeldern“, denen jeweils ein „Bildspenderbereich“ und ein „Bildempfängerbereich“ zugeordnet sind.
Diese „konzeptuellen Metaphern“ sind allerdings nicht immer neue Metaphern und uns als solche bewusst. Oft werden übliche (tote) Metaphern verwendet, auch wenn wörtliche Ausdrücke zahlreich zur Verfügung stehen. Anstatt zu sagen „Er war lieb zu mir“, verwenden wir beispielsweise die metaphorische Variante „Er war süß zu mir“. Auch hier haben wir einen Quellbereich und einen Zielbereich. Ersteres ist aus der Domäne des Geschmacks („süß“), viele weitere Metaphern kommen aus Domänen der Sinneswahrnehmung. Um also etwas Emotionales („lieb sein“), also eine körperferne Erfahrung, darzustellen, nehmen wir eine körpernahe Erfahrung aus eben so einer Domäne und versprachlichen so unsere Gefühlswelt. Das Verwenden und Verstehen solcher Metaphern sowie die Gründe der relativ häufigen Verwendung dieser sind ein recht aktuelles Forschungsthema in der Linguistik.
Die Interaktionstheorie (Black/Ivor Armstrong Richards), die als Vorläufer der kognitiven Metapherntheorie von Lakoff und Johnson gelten kann, sieht die Metapher als Zweiheit aus Tenor und Vehikel, wobei das Vehikel den Sinn des Tenors transportiert und so für den Rezipienten verstehbar macht.
Die pragmatisch orientierte Linguistik untersucht die Metapher demgegenüber nicht in ihrer konzeptuellen Funktionsweise, sondern in ihrer Funktion innerhalb einer durch Sprecher, Äußerung und Empfänger bestimmten Kommunikationssituation und geht dabei von folgenden Annahmen aus:
1. Die Metapher ist Teil einer Äußerung, untersucht wird ihre Stelle und Funktion im Kontext. Erkannt wird sie nicht aufgrund von Regeln, sondern kontextbezogen. Der kommunikative Sinn ergibt sich aus der Äußerungssituation.
2. Die Metapher soll nicht auf ihr Wesen hin untersucht, sondern kann nur für den jeweils konkreten Zusammenhang erklärt werden. Über die Betrachtung des Metapherngebrauchs und deren Erklärung kommt man zur jeweiligen kontextbezogenen Bedeutung. Eine umfassende Beschreibung ist daher nicht möglich.
3. Die Metapher lässt sich nicht durch einen eigentlichen Ausdruck ersetzen oder paraphrasieren.
4. Die Verwendung der Metapher liegt in einem Spannungsfeld zwischen Kreativität und Regelgeleitetheit. Die Metaphernbildung greift auf konventionelle Verwendungsweisen zurück, die ursprüngliche Bedeutung bleibt im neuen Verwendungszusammenhang erhalten oder teilweise erhalten.
5. Das metaphorische Sprechen wird als kommunikatives Verfahren bewusst angewendet und enthält eine bewusste Doppeldeutigkeit. Durch den Interpretationsprozess, der entsteht, weil Inkongruenz zwischen Metapher und Kontext herrscht, findet Interaktion zwischen den Sprechern statt. Der außergewöhnliche Wortgebrauch stellt so eine sinnvolle und aufschlussreiche Abweichung dar.

Einen anderen Ansatz verfolgt Coenen (1931–2016) mit seiner These (2002) vom Analogieverhältnis der Metapher. Das Bilden von Metaphern wird bei ihm als motivierter Akt verstanden. Ein als Metapher verwendetes sprachliches Zeichen erscheint nicht in seiner Kernbedeutung (Denotation, von Coenen als „theoretischer Anwendungsbereich“ bezeichnet), sondern mittels ihm eigener Konnotation (dem sog. „metaphorischen theoretischen Anwendungsbereich“). Dabei kommt es zu einem für den Rezipienten meist überraschenden Wechsel des Bildfeldes des sprachlichen Zeichens. Ein Bildfeld besteht nach Coenen aus einem Bildfeldbereich und dazugehöriger Positionsmenge. Zwei oder mehr voneinander verschiedene Bildfelder können mittels einer gemeinsamen Strukturformel (Analogiewurzel) verbunden werden. Eine Analogiewurzel ist dabei die Menge aller Beschreibungen, die eine Analogie begründen. Mittels dieser Strukturformel ist es möglich, die Elemente der Positionsmengen der teilnehmenden Bildfelder paradigmatisch auszutauschen und zu einer neuen Metapher zusammenzusetzen.
Die Decodierung der Metapher erfolgt (sofern es sich nicht um eine „tote Metapher“ = lexikalisierte Metapher handelt) über die Konnotation ihrer sprachlichen Zeichen. Der Empfänger bedarf daher zur erfolgreichen Decodierung nicht nur des Wissens um die Kern-, sondern auch um die Randbedeutung eines sprachlichen Zeichens.

## Psychologische Metapherntheorie
An die kognitiv-linguistische Beschäftigung mit Metaphern anschließend hat sich auch in der Psychologie Interesse an Metaphern entwickelt. Zentral ist hier die Frage, wie es Menschen gelingt, Metaphern zu verstehen, anstatt sie wörtlich zu interpretieren. Wie sie Metaphern produzieren, wird bislang kaum untersucht.
Zunächst wurde mit Linguistik und Philosophie vermutet, dass Menschen Metaphern erst wörtlich interpretieren, diese Interpretation dann im Kontext prüfen und erst nach einer nicht-wörtlichen (also metaphorischen) Interpretation suchen, falls die wörtliche nicht sinnvoll ist. Nach dieser Vorstellung sind also drei kognitive Schritte notwendig, um Metaphern zu verstehen. Dies scheint aber nicht zu passieren; insbesondere kann die wörtliche Interpretation übersprungen werden. Erklärungen auf der Basis analogen Denkens vermuten, dass Metaphern verstanden werden, indem Ähnlichkeiten von Beziehungen zwischen Ziel- und Quelldomäne identifiziert werden. Schon Aristoteles hat Metaphern so beschrieben, und die Fähigkeit, Analogien zu verstehen und zu bilden, scheint ein grundsätzlicher Bestandteil menschlichen Denkens und menschlicher Kreativität zu sein. Eine alternative Theorie sieht Metaphernverständnis primär als einen Kategorisierungsprozess an. Hier geht man davon aus, dass das Verstehen von Metaphern auf der direkten und gleichzeitigen Kategorisierung von Quell- und Zielkonzept beruht. Da das Quellkonzept das allgemeinere ist, ist das Verhältnis zwischen beiden allerdings asymmetrisch. Auch Kintschs computationale Metapherntheorie gehört zu dieser zweiten Gruppe. Für sie spricht, dass viele Metaphern sehr schnell verstanden werden. Die von Bowdle und Gentner entwickelte Career-of-metaphor-Theorie kann die beiden Ansätze integrieren: Sie geht davon aus, dass Metaphern zunächst per Analogie, sobald sie – für diese Person aber – konventionell werden, durch Kategorisierung verstanden werden. Eine weitere Position, die vor allem aus der kognitiven Linguistik stammt, geht davon aus, dass Metaphern durch konzeptuelle Zuordnungen („conceptual mappings“) verstanden werden. Diese Zuordnungen enthalten Strukturen und Eigenschaften von Quell- und Zieldomäne und bilden sie aufeinander ab. Solche Strukturübertragungen können auf räumlichen („niedergeschlagen sein“), strukturellen („Theoriegebäude“) und ontologischen Aspekten beruhen („etwas vermitteln“). Sie werden in der Forschung typischerweise als ist-Aussagen ausgedrückt (z. B. Traurigkein ist unten, Theorien sind Gebäude, Kommunikation ist Übertragung). Eine neuere Form dieser Theorien bezieht sich auf den Ansatz der verkörperten Kognition bzw. des Embodiment („embodied cognition“). Metaphernverstehen basiert ihm zufolge darauf, dass leibliche Erfahrung bzw. sensomotorische Systeme im Gehirn aktiviert werden.
Eine weitere, teils psychologische Untersuchungslinie befasst sich mit den Auswirkungen bestimmter metaphorischer Verständnisse auf das Verhalten und Erleben von Menschen, beispielsweise in Bezug auf Lernen oder Gesundheit (zum Beispiel Alkoholsucht und Abstinenz). Hier werden auch metaphorische Verständnisse professionellen Handelns untersucht, etwa von Psychotherapie oder anderen helfenden Berufen. Die Idee dabei ist, dass diese metaphorische Konzepte das professionelle Handeln beeinflussen, selbst wenn sie sehr unauffällig und konventionell sind. Das konnte auch gezeigt werden: Auch vermeintlich tote Metaphern können in Therapien eine Bedeutung entwickeln.  Der Ansatz der Metaphern-Erweiterung ist eine neuere Methode, die für unerwünschte Folgen von Metaphern vorgeschlagen wurde, wie z. B. den häufigen Vergleich von Krebs mit einem Kampf, der die unerwünschte Implikation hat, dass eine Person mit Krebs im Endstadium nicht genug gekämpft hat. Durch Metaphern-Erweiterung wird die Bedeutung von Metaphern verschoben, indem weniger offensichtliche Implikationen explizit gemacht werden.

## Metaphernarten (Auswahl)
Eine systematische Unterscheidung von Unterarten der Metapher gibt es nicht. Mit Attributen wie „dunkel“ oder „kühn“ werden jedoch Eigenschaften von Metaphern beschrieben, die nicht jeder Metapher in gleichem Maße eigen sind, und von denen mehrere Eigenschaften auch bei ein und derselben Metapher gegeben sein können:
- Anthropomorphismus, Personifikation – sind Metaphernarten, die nicht-menschliche Dinge mit menschlichen Attributen versehen (Anthropomorphismus) bzw. ihnen generell menschliche Wesenszüge verleihen (Personifikation). Beispiel: Die Sonne lacht, der Winter geht.
- Tote Metaphern – deren metaphorischer Charakter nicht mehr bewusst ist, z. B. Tischbein, Handschuh (ähnlich: Verblasste Metaphern; Gegenbegriff: lebende Metaphern).
- Lexikalisierte Metaphern – tote Metaphern, die als Zweitbedeutung in den Wortschatz eingegangen sind. Beispiel: Schloss (Burg, die ein Tal „abschließt“); Strom („Fluss“ elektrischer Ladungsträger).
- Stehende Metaphern, die sich in vergleichbaren Zusammenhängen immer wieder finden, vgl. Topos und Redewendung.
- Dunkle Metaphern – beruhen auf besonders schwer erkennbaren, „weit hergeholten“ Ähnlichkeitsbezügen und erfordern eine besondere gedankliche Leistung des Interpreten, vgl. Concetto.
- Kühne Metaphern – verknüpfen zwei Wirklichkeitsbereiche miteinander, die herkömmlich als unvereinbar angesehen werden, z. B. sexuelle Metaphorik in mystisch-religiöser Dichtung, oder computertechnische Metaphorik in moderner Liebeslyrik.
- Euphemistische Metaphern – ersetzen einen tabuisierten oder mit negativen Vorstellungen behafteten Ausdruck (z. B. Heimgang für „Sterben“).

In der Literaturwissenschaft zur Literatur der Moderne findet sich vielfach auch der Begriff der „absoluten Metapher“, worunter dann üblicherweise eine Metapher gemeint ist, die nicht nur – wie die „dunkle Metapher“ – dem Verständnis besondere Schwierigkeit entgegensetzt oder – wie jede Metapher – nicht ohne Bedeutungs- oder Wirkungsverlust in begriffliche Rede übertragen werden kann, sondern gerade um dieser Unübertragbarkeit willen gewählt wird. Das Vorliegen einer absoluten Metapher in diesem Sinn ist darum weniger an ihren Eigenschaften als an dem poetologischen Kontext ihres Auftretens bestimmbar.
In der „Metaphorologie“ von Hans Blumenberg gelten darüber hinaus auch etablierte Metaphern philosophischer oder wissenschaftlicher Diskurse als „absolute Metaphern“, sofern ihnen eine unmittelbar einleuchtende Bedeutung eigen ist, die sich anders als metaphorisch nicht oder noch nicht aussagen lässt.

### Tiermetaphern
Eine Tiermetapher überträgt einen tatsächlichen oder stereotypen Bedeutungszusammenhang aus dem Tierreich in einen anderen, oft menschenbezogenen Bereich. Je nach Zeit, Gesellschaft und Kulturkreis wird die Bedeutung unterschiedlich ausgelegt. Tiermetaphern dienen meist der Abwertung durch Entmenschlichung – seltener auch der Aufwertung. Sie werden insbesondere zur Konstruktion und Festschreibung von Feindbildern genutzt, das wird dann als Dysphemismus bezeichnet. Die hohe Wirksamkeit von Tiermetaphern zeigt die Macht sozialer Stereotype.
Beispiele abwertender, entmenschlichender Tiermetaphern für Menschen:
- Gans, Huhn, Pute, Schnepfe, Ziege, Kamel, Schaf, Kuh, Zicke: Entmenschlichung von Frauen als dumm, naiv, trampelig,
- Ochse, Hammel, Hahn, Gockel, Stier, Keiler, Bulle, Bock, Hengst: Entmenschlichung von Männern als dumm, stolz, wild/aggressiv, geil
- Bullenschwein: Dysphemismus für Polizisten
- giftiges Natterngezücht, Natternbrut, Schlangenbrut: Abwertung von Menschen mit dem biblischen Bild der Schlange als unehrlich, falsch, heimtückisch
- Judensau: antisemitisch motivierte Abwertung von Menschen als unrein und minderwertig
- Zecken, Parasiten etc.: Abwertung von Menschen als Ungeziefer oder Schädlinge
- Heuschrecken: Dysphemismus für Investoren

- Aasgeier – eine raffgierige, teilweise skrupellose und meist unmoralische oder unethisch handelnde Person
- Bordsteinschwalbe – Prostituierte
- Rabenmutter – Eltern, die ihre Kinder vernachlässigen
- Schlange – durchtriebene, hinterlistige und arglistige Person
- Täubchen – hübsches, unbescholtenes, naives Mädchen

### Sportmetaphern
Unter Sportmetaphern werden bildliche Ausdrucksweisen der Umgangs- und Fachsprachen verstanden, die ihren Ausgangspunkt im Sportbereich haben. Die äußerst bildbetonte Sportsprache trägt mit ihren anschaulichen Redewendungen wesentlich zur Dynamisierung und Verjüngung der Sprachgebung bei und wirkt damit laut Siegbert Warwitz einem Austrocknen in abstrakter Begrifflichkeit entgegen.

## Beispiele redensartlicher Metaphern
- Augenweide – eine Schönheit meist weiblichen Geschlechts
- Bleiwüste – endlos langer ungegliederter Text
- Brummbär – griesgrämige, cholerische Person
- Das Recht mit Füßen treten – Das Recht verletzen oder gering schätzen
- Den Nagel auf den Kopf treffen – Einen Sachverhalt unter genau dem Gesichtspunkt ansprechen, auf den es ankommt
- Dickschädel – eine unnachgiebige Haltung an den Tag legen
- Die Kuh vom Eis kriegen – Ein Problem lösen
- Die Nadel im Heuhaufen suchen – Eine von vornherein aussichtslose Suche
- Drehtür-Effekt – Schneller Wechsel zwischen zwei Zuständen
- Ein Fass aufmachen – Etwas zur Sprache bringen oder zum Thema machen, oder etwas Neues in Angriff nehmen
- Erklärbär – wiederholendes Erläutern immer gleicher Sachverhalte
- Fahrstuhlmannschaft – Steigt häufig auf, aber auch wieder ab
- Früchtchen – freches Kind
- Fuchs – listige Person
- Geistesblitz – zündende Idee
- Gläserne Decke – Frauenkarrierebenachteiligung
- Goldstück – geschätzte Person
- Heißsporn – kompulsive, impulsive Person
- Jemandem auf den Zahn fühlen – Unangenehme Fragen stellen
- Jemandem das Herz brechen – Jemandes Lebensglück zerstören, unglücklich machen
- Jemanden in den Himmel loben – Jemandem übertrieben hohes Lob aussprechen
- Jemandem nicht das Wasser reichen können – Jemandem an Fähigkeiten, Leistungen nicht annähernd gleichkommen
- Kaderschmiede – Bildungseinrichtung für zukünftige Kader, Führungseliten
- Karre – Automobil
- Korinthenkacker – Jemand, der sich mit unwesentlichen Kleinigkeiten und Details beschäftigt
- Kriegsmüdigkeit – Geringe Bereitschaft, einen Krieg fortzusetzen (daran teilzunehmen)
- Leeres Stroh dreschen – Inhaltslos reden
- Leuchte – kluge, gewiefte Person
- Mauer des Schweigens – Ablehnendes Schweigen
- Mauerblümchen – vom jeweils anderen Geschlecht nur wenig beachtete Person
- Nägel mit Köpfen machen – endlich eine Sache oder Angelegenheit zu Ende bringen
- Nussschale – kleines Boot
- Pyrrhussieg – Zu teuer erkaufter Erfolg
- Rosarote Brille – Positive Selektive Wahrnehmung
- Schatz – zumeist eine geliebte Person
- Schiff – geräumiges, ausladendes Automobil bzw. Vehikel
- Sternstunde – Entscheidungen, Taten oder Ereignisse von schicksalhafter Tragweite
- Strohfeuer – Vorübergehend starkes Engagement
- Theatrum mundi (Welttheater) – Die Eitelkeit und Nichtigkeit der Welt
- Turteltauben – in der Öffentlichkeit sich verliebt zeigendes Paar
- Unsichtbare Hand – Selbstregulierung (z. B. des Marktes)
- Vogel – Flugzeug
- Wiege der Menschheit – Region der Hominisation
- Wink mit dem Zaunpfahl – deutlicher Hinweis auf einen Sachverhalt
- Zahlenfriedhof – Unübersichtliche Ansammlung von Zahlen oder Berechnungen

Weitere Beispiele in Liste deutscher Redewendungen.

## Metaphernanalyse
Mithilfe der Analyse von Metaphern können Habitus, implizites Wissen, soziale Repräsentationen und Diskurse offengelegt und verglichen werden.

### Sozialwissenschaften
In den Sozialwissenschaften ist die systematische Metaphernanalyse eine Methode der qualitativen Forschung. Sie kann auf unterschiedlichen Theorien basieren – beispielsweise in der Linguistik mithilfe der linguistischen Metapherntheorie oder in der Kommunikationswissenschaft mithilfe der Framingtheorie.
Ziel der sozialwissenschaftlichen und kommunikationstheoretischen Metaphernforschung ist die Untersuchung der Prägung von kollektiven Denk- und Deutungsmustern, Leitbildern, Ideologien, Sinngebungsprozessen und Handlungsorientierungen bzw. der Beeinflussung von Individuen durch solche Muster. Die Soziologie anerkennt dabei zunehmend die wirklichkeitskonstitutive Rolle von Metaphern.
Über die systematische Metaphernanalyse können verlässliche Verallgemeinerungen zu derartigen Sinnzusammenhängen gewonnen werden. Dabei werden viele einzelne, gleichsinnige Metaphern zu einem metaphorischen Konzept zusammengefasst und alle zusammen – also nicht nur auffällige Metaphern – untersucht. Durch die Untersuchung der Kontexte beleuchtet die Analyse das gesamte konzeptuelle System eines Sprechers, einer Gruppe oder eines Phänomens und berücksichtigt auch dessen kulturellen Kontext.
In der frühen soziologischen Theoriebildung dominierten Metaphern des Organismus, heute sind es technische Metaphern und solche aus der Welt der Netzwerke und Systeme. Darin zeigen sich Parallelen zur psychologischen Forschung (siehe unten).

### Psychologie und Psychotherapie
In der Psychologie werden Metaphern genutzt um neue Sachverhalte zu beschreiben oder andere Sachverhalte drastisch zu charakterisieren. Sie erleichtern es darüber hinaus Unbekanntes durch Bekanntes darzustellen. Sie helfen tabuisierte und anstößige Themen auf eine „verhüllende Weise“ anzusprechen.
Metaphern werden in vielen psychotherapeutischen Therapierichtungen aktiv als gestalterisches Stilmittel eingesetzt.
In der Hypnotherapie nach Milton H. Erickson werden Metaphern genutzt, um hypnotische Trancezustände bei Klienten zu induzieren. Hierdurch soll ihnen ein vor- und unterbewusster Zugang zur Bearbeitung ihrer Anliegen ermöglicht werden.
In der systemischen Therapie stellt die Verwendung von Metaphern eine zentrale Technik dar. Oft wird die therapeutische Verwendung von Metaphern mit dem Erzählen (therapeutischer) Geschichten nahezu gleichgesetzt. In einer umfassenderen Sichtweise der Verwendung von Metaphern in Therapie und Beratung fallen hierunter auch das Aufgreifen von Redewendungen, Sprichwörtern und Zitaten, das Herstellen von Bildern, die Verwendung von Bildkarten und Symbolwürfeln, der Einsatz von Figurenaufstellungen sowie komplexe Methoden wie die Systemische Heldenreise.
Dedre Gentner und Jonathan Grudin zeigten mittels einer Analyse von Ausgaben der Psychological Review seit 1894, dass sich der Gebrauch von Metaphern auch in der psychologischen Forschung stark verändert hat. Wurden anfangs vor allem räumliche Metaphern und solche aus dem Bereich der Lebewesen benutzt, stehen heute systemische, mathematische und physikalische Metaphern im Vordergrund. Während in der Mitte des Untersuchungszeitraums (1935–1955) der Metapherngebrauch abnahm, nahm er zuletzt wieder deutlich zu, was die konzeptionellen Veränderungen der Theorie des Bewusstseins in dieser Zeit anzeigt.